# ماي ويتي
ماي ويتي (بالإنجليزية: May Whitty)‏ (و. 1865 – 1948 م) ممثلة مسرحية، وممثلة أفلام بريطانية، ولدت في ليفربول، توفيت في بيفرلي هيلز كاليفورنيا، عن عمر يناهز 83 عاماً، بسبب سرطان.

## جوائز وترشيحات
حصلت على جوائز منها:
- جائزة الأوسكار لأفضل ممثلة مساعدة (1937)
- جائزة الأوسكار لأفضل ممثلة مساعدة، عن عمل: السيدة مينيفر (1937)

ترشحت لـ:
- جائزة الأوسكار لأفضل ممثلة مساعدة، عن عمل: Night Must Fall (1937 film) [الإنجليزية]‏ (1937)
- جائزة الأوسكار لأفضل ممثلة مساعدة، عن عمل: السيدة مينيفر.

## وصلات خارجية
- ماي ويتي على موقع IMDb (الإنجليزية)
- ماي ويتي على موقع ألو سيني (الفرنسية)
- ماي ويتي على موقع تيرنر كلاسيك موفيز (الإنجليزية)
- ماي ويتي على موقع أول موفي (الإنجليزية)
- ماي ويتي على موقع قاعدة بيانات برودواي على الإنترنت (الإنجليزية)
- ماي ويتي على موقع قاعدة بيانات الأفلام السويدية (السويدية)
- ماي ويتي على موقع إن إن دي بي (الإنجليزية)
- ماي ويتي على موقع قاعدة بيانات الفيلم (الإنجليزية)
- ماي ويتي على موقع كينوبويسك (الروسية)